# Family Man
Pour les articles homonymes, voir The Family Man.
Pour plus de détails, voir Fiche technique et Distribution.
Family Man ou Père de famille au Québec (The Family Man) est un film de Noël américain réalisé par Brett Ratner et sorti en 2000.

## Synopsis
Jack Campbell et Kate Reynolds s'aiment, mais un jour Jack a l'occasion de devenir courtier en partant à Londres. Il promet à sa compagne de revenir. Treize ans plus tard, Jack est devenu un grand directeur du cabinet de conseil en affaires le plus réputé de Wall Street. Mais il n'a jamais revu Kate. Un soir de Noël, en faisant ses courses, Jack assiste à un vol à main armée dans une épicerie et intervient courageusement. Après avoir conclu un marché avec l'agresseur, celui-ci le quitte en lui disant des paroles mystérieuses. En récompense, le destin va lui montrer quel autre homme il aurait pu être : il se réveille le lendemain père de deux enfants et mari de Kate.

## Fiche technique
Sauf indication contraire, les informations mentionnées dans cette section peuvent être confirmées par la base de données cinématographiques IMDb,  présente dans la section « Liens externes ».
- Titre français : Family Man
- Titre québécois : Père de famille
- Titre original : The Family Man
- Réalisation : Brett Ratner
- Scénario : David Diamond et David Weissman
- Musique : Danny Elfman
- Photographie : Dante Spinotti
- Montage : Mark Helfrich
- Décors : Kristi Zea
- Costumes : Betsy Heimann
- Production : Marc Abraham, Armyan Bernstein, Thomas A. Bliss (en), Andrew Z. Davis, Jeff Levine, Tony Ludwig, Alan Riche et Howard Rosenman (en)
- Sociétés de production : Beacon Communications et Saturn Films
- Société de distribution : Universal Pictures (USA) Metropolitan Filmexport (France)
- Budget : 60 millions de dollars[1]
- Pays de production :  États-Unis
- Langue originale : anglais
- Format : Couleurs - 2,35:1 - DTS / Dolby Digital / SDDS - 35 mm
- Genre : Comédie dramatique, romantic fantasy
- Durée : 125 minutes
- Dates de sortie : 
  - États-Unis : 12 décembre 2000 (avant-première)
  - États-Unis : 22 décembre 2000 (sortie nationale)
  - France : 20 décembre 2000

## Distribution
- Nicolas Cage (VF : Dominique Collignon-Maurin ; VQ : Benoît Rousseau) : Jack Campbell
- Téa Leoni (VF : Micky Sébastian ; VQ : Marie-Andrée Corneille) : Kate Reynolds
- Don Cheadle (VF : Jean-Paul Pitolin ; VQ : François L'Écuyer) : Cash
- Jeremy Piven (VF : Marc Saez ; VQ : François Trudel) : Arnie
- Saul Rubinek (VF : Mario Santini ; VQ : Michel M. Lapointe) : Alan Mintz
- Josef Sommer (VF : Jacques Brunet ; VQ : Hubert Fielden) : Peter Lassiter
- Makenzie Vega (VF : Kelly Marot ; VQ : Rosine Chauveau-Chouinard) : Annie Campbell
- Jake et Ryan Milkovich : Josh Campbell
- Lisa Thornhill (VF : Juliette Degenne) : Evelyn Thompson
- Harve Presnell (VF : Thierry Murzeau) : Big Ed
- Mary Beth Hurt : Adelle
- Amber Valletta (VF : Kelvine Dumour) : Paula
- Francine York (VF : Régine Teyssot) : Lorraine
- Ruth Williamson (VF : Denise Roland) : Mme Peterson
- John O'Donahue (VF : Philippe Ariotti) : Tony, le portier
- Daniel Whitner (VF : Jean-Michel Martial) : Frank, le garde
- Ken Leung (VF : Pierre Tessier) : Sam Wong
- Kate Walsh : Jennie
- Gianni Russo (VF : Jean-Louis Faure (acteur)) : Nick
- Tom McGowan (VF : Jean-Michel Farcy) : Bill
- Nina Barry (VF : Nathalie Karsenti) : Laurie, l'assistante de Kate

## Production

### Genèse et développement
Curtis Hanson devait initialement réaliser le film.

### Attribution des rôles
John Travolta avait un temps été envisagé dans le rôle principal. Le réalisateur Brett Ratner a dû courtiser Nicolas Cage pendant des mois pour le convaincre. Après avoir vu Rush Hour, l'acteur a finalement accepté.
Paul Sorvino a tourné plusieurs scènes finalement coupées au montage.

### Tournage
Le tournage s'est déroulé du 22 novembre 1999 au 14 mars 2000 à Closter, Los Angeles, New York, Newark, Tarrytown et Teaneck.

## Bande originale
- La donna è mobile, composé par Giuseppe Verdi et interprété par Luciano Pavarotti et l'Orchestre symphonique de Londres conduit par Richard Bonynge
- La donna è mobile, composé par Giuseppe Verdi et interprété par Alfredo Kraus et l'Orchestre symphonique d'Italie
- A Holly Jolly Christmas, interprété par Burl Ives
- Woody Woodpecker, composé par George Tibbles et Ramey Idriss
- Ouverture de l'opéra La scala di seta, composé par Gioachino Rossini et interprété par l'Orchestre symphonique de Londres conduit par Pierino Gamba
- Let It Snow, Let It Snow, Let It Snow, interprété par Lena Horne
- Jingle Bells, interprété par The Mills Brothers
- It's the Most Wonderful Time of the Year, interprété par Johnny Mathis
- Beast of Burden, interprété par The Rolling Stones
- Going to the Zoo, interprété par Raffi
- Sleigh Ride, interprété par Ronnie Aldrich
- Frosty the Snowman, interprété par Esquivel
- Wicked Game, interprété par Chris Isaak
- To Be With You, interprété par Mr. Big
- Eres Tu, interprété par Mocedades
- La-La (Means I Love You), interprété par Nicolas Cage
- After Hours, interprété par Daniel May
- The Way You Look Tonight, composé par Jerome Kern et Dorothy Fields
- Young Love, interprété par Daniel May
- Sideshow, interprété par Blue Magic
- Dear Heart, interprété par Henry Mancini
- This Could Be Heaven, interprété par Seal
- You Stole My Bell, interprété par Elvis Costello
- World Looking In, interprété par Morcheeba
- I Don't Know How I Got By, interprété par Edwin McCain
- One, interprété par U2

## Sortie et accueil

### Critique
Sur le site d'agrégation de critiques Rotten Tomatoes, le film obtient 53% d'avis favorables, pour 130 critiques et une note moyenne de 5,5⁄10. Le consensus suivant résumé les avis collectés : « La tentative sérieuse de Family Man de rappeler au public que c'est une vie merveilleuse tourne trop souvent au schmaltz, bien que la relation amoureuse entre Nicolas Cage et Téa Leoni ajoute une touche de douceur sincère. » Sur le site Metacritic, qui utilise une moyenne pondérée, le film obtient la note de 42⁄100 pour 28 critiques.
En France, le site Allociné propose une note moyenne de 3⁄5 basée sur 19 titres de presse.

### Box-office
| Pays ou région     | Box-office      | Date d'arrêt du box-office | Nombre de semaines |
| ------------------ | --------------- | -------------------------- | ------------------ |
| France             | 384 478 entrées | -                          | -                  |
| États-Unis, Canada | 48 951 778 $    | 5 avril 2001               | 15                 |
| Total mondial      | 124 745 083 $   | -                          | -                  |

## À noter
La scène où Jack et Kate se poursuivent pour savoir lequel des deux pourra s'emparer d'une part de gâteau a donné naissance a un mème assez viral notamment grâce à la parodie musicale animée du youtubeur Harry Partridge. Ce mème a connu un nombre important de déclinaisons.